# Сорокін Ігор Григорович
Ігор Григорович Сорокін (рос. Игорь Григорьевич Сорокин; * 10 квітня 1945, Москва) — радянський футболіст. Нападник, виступав, зокрема за «Уралмаш» (Свердловськ), «Спартак» (Москва), «Карпати» (Львів) і «Зірку» (Кіровоград).

## Життєпис
Вихованець ФШМ (Москва).
Грав за команди: «Уралмаш» (Свердловськ), «Спартак» (Москва), «Карпати» (Львів), «Торпедо» (Люберці), «Зірка» (Рязань), «Зірка» (Кіровоград) і СКА (Одеса).